# Heleosuchus
Heleosuchus is een geslacht van uitgestorven diapside reptielen uit het Laat-Perm van Zuid-Afrika. 

## Naamgeving
Het werd in 1876 door Richard Owen benoemd als een soort van Saurosternon: Saurosternon griesbachi. De soortaanduiding eert Carl Ludolf Griesbach. Het werd in 1907 benoemd als een apart geslacht Heleosuchus door Robert Broom. De geslachtsnaam wordt wel fout vertaald als 'moeraskrokodil' van uit het Grieks helos, maar betekent in feite 'medelijdenkrokodil' van uit heleos, omdat het skeletje er zo deerniswekkend uitziet en Griesbach in 1907 overleed.
Ooit werd door Engelse schrijvers gedacht dat het type-exemplaar van Heleosuchus verloren was gegaan. Het bevond zich echter in Wenen, deel van de collectie van het Naturhistorisches Museum Wien waar het is genummerd als NHMW 2374. Het  Natural History Museum (voorheen British Museum (Natural History)) bewaart een afgietsel onder het nummer R. 5000. Verschillende andere afgietsels van het Wenerexemplaar 2374 zijn aanwezig in verschillende andere Europese instellingen.
Hoewel men dacht dat het type verloren was gegaan, herbeschreef Susan E. Evans dit taxon op basis van een oudere mal die van het type-exemplaar was genomen voordat het verdween. Toen het exemplaar in latere jaren opdook, werd een mal van hogere kwaliteit genomen en beschreven door Robert L. Carroll die een betere beschrijving van dit taxon mogelijk maakte.
Heleosuchus is alleen bekend van de achterste helft van de schedel en een reeks wervels van de nek en rug met enkele bijbehorende onderarm- en achterpootelementen. De achterpoten zijn beter geconserveerd dan de onderarmen.

## Beschrijving
Het holotype is van een klein dier, zo'n duim lang. Het was echter wellicht nog niet volgroeid. De middelste halswervels zijn korter dan de ruggenwervels.

## Fylogenie
Heleosuchus wordt voorgesteld als ofwel een vroeg diapside reptiel, niet nauw verwant aan andere lijnen, of als een afwijkende en basale lepidosauromorf. Heleosuchus deelt het haakvormige vijfde middenvoetsbeentje, gevonden bij sommige andere diapsiden, zoals primitieve schildpadden (Odontochelys), lepidosauromorfen en archosauromorfen, maar het lijkt ook op in de Younginiformes gerangschikte diapsiden in zijn grove morfologie. Heleosuchus kan ook een thyroïde fenestra delen met deze hogere diapside reptielen, maar de identiteit van deze kenmerken wordt betwist.